# Pinguely

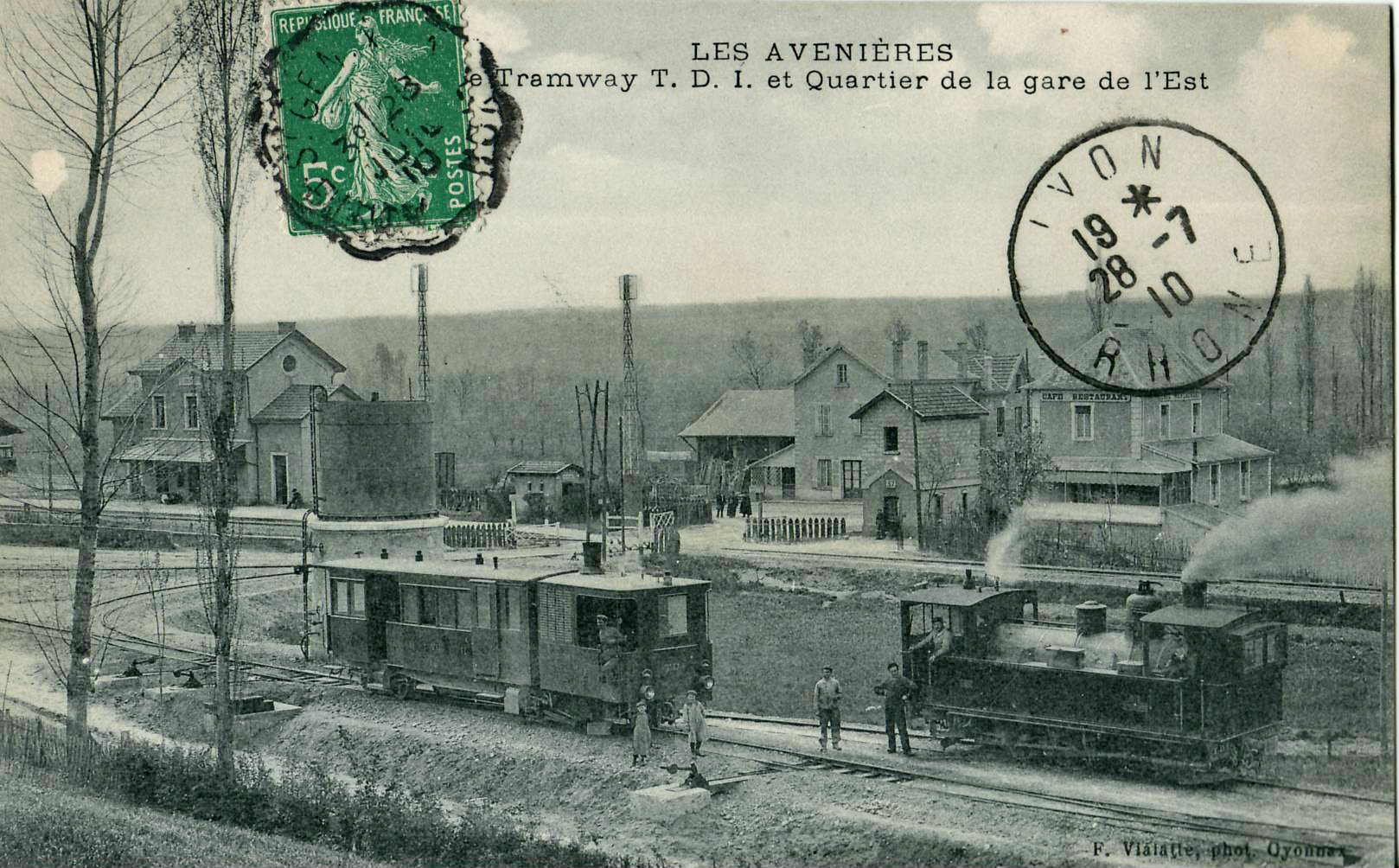
Locomotive bicabine des TDI à côté d'une automotrice à vapeur Buffaud & Robatel/Buire

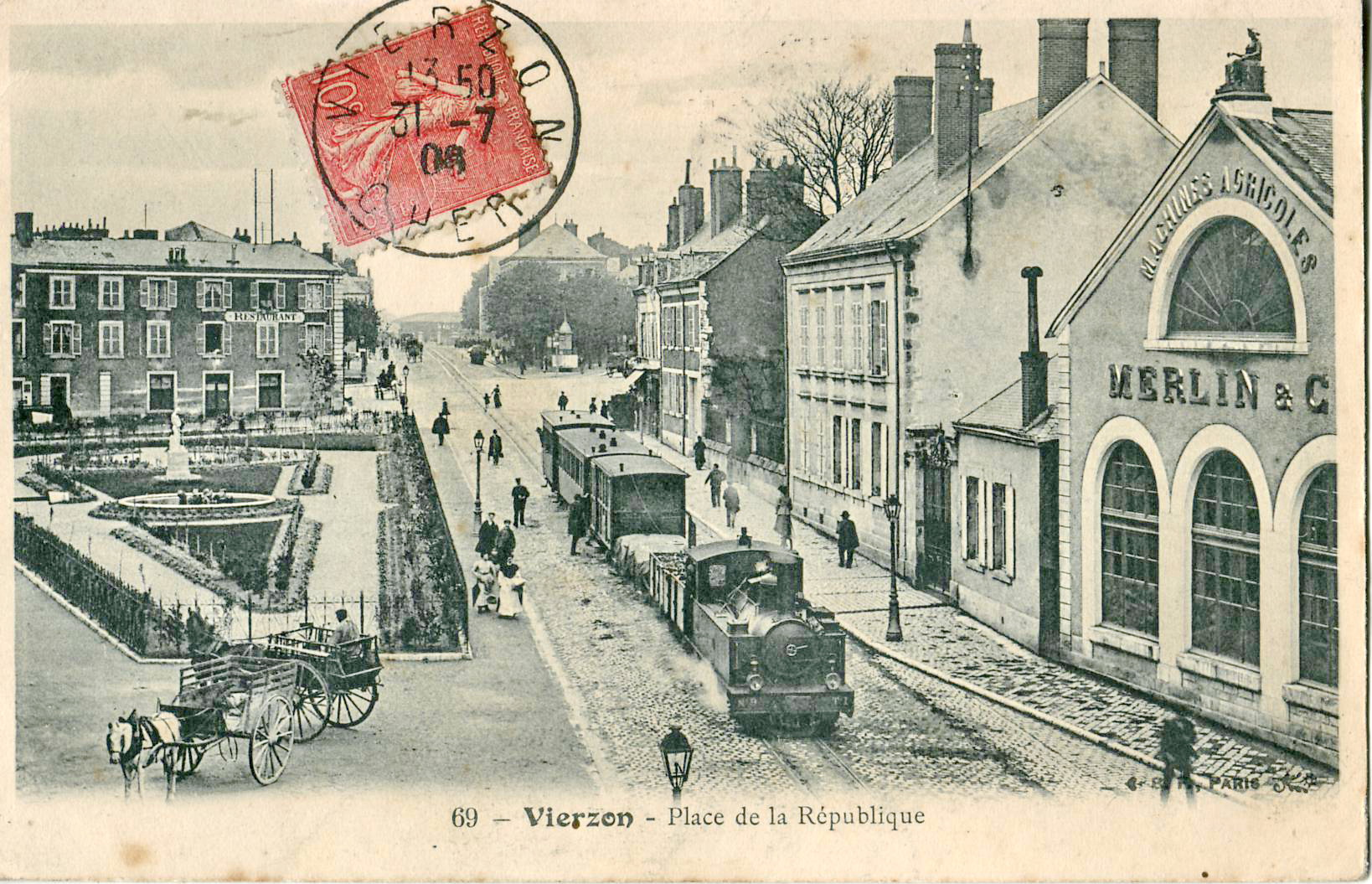
Locomotive Tramways de l'Indre n°9 (n° constructeur 137 de 1902) en tête d'une rame à Vierzon

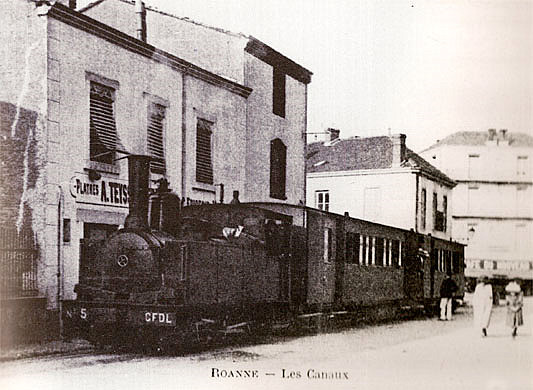
Locomotive Pinguely n°5 (45-1898), type 030T, des chemins de fer Départementaux de la Loire, à Roanne

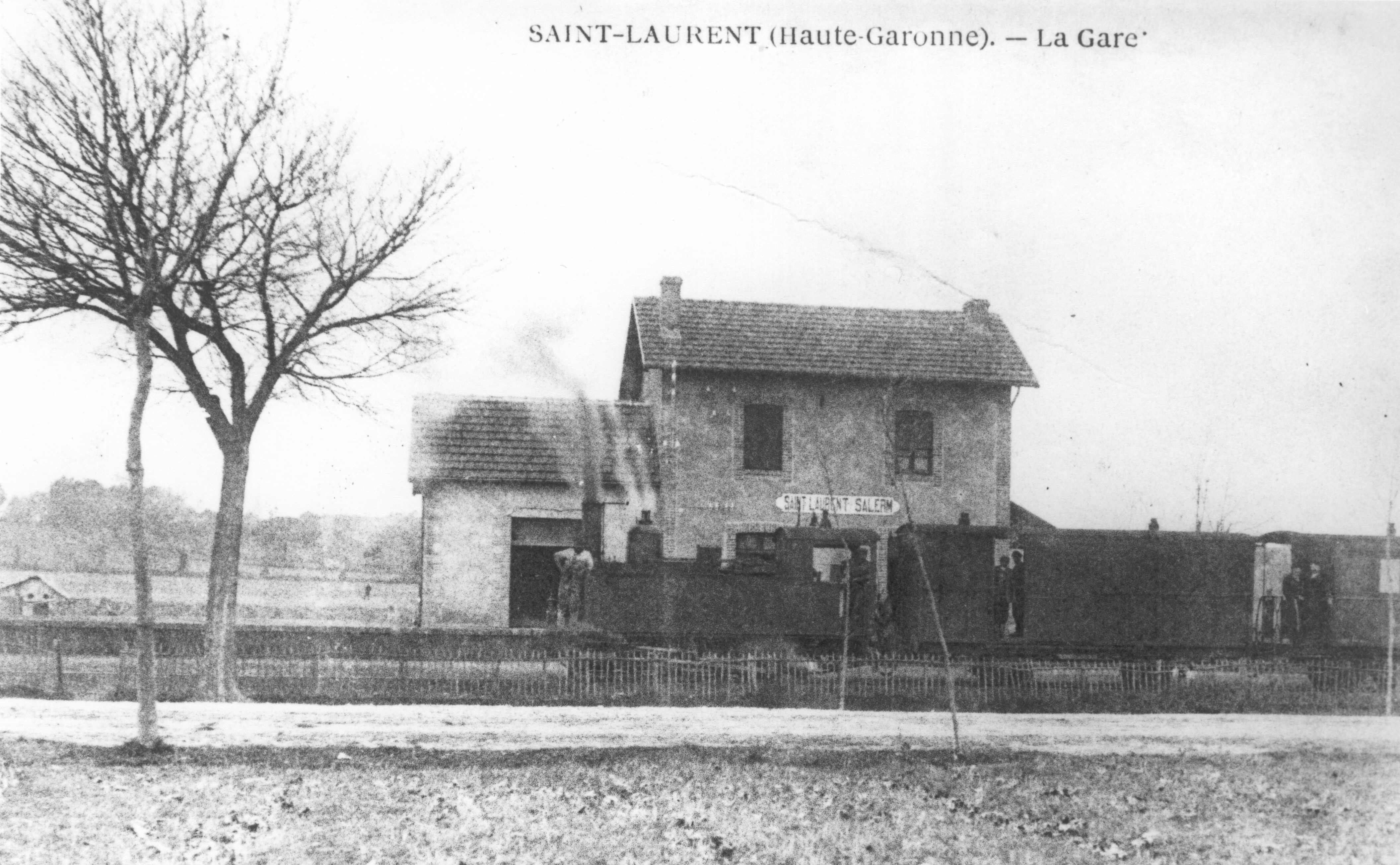
Locomotive Pinguely, type 030T, des chemins de fer Départementaux du Sud Ouest

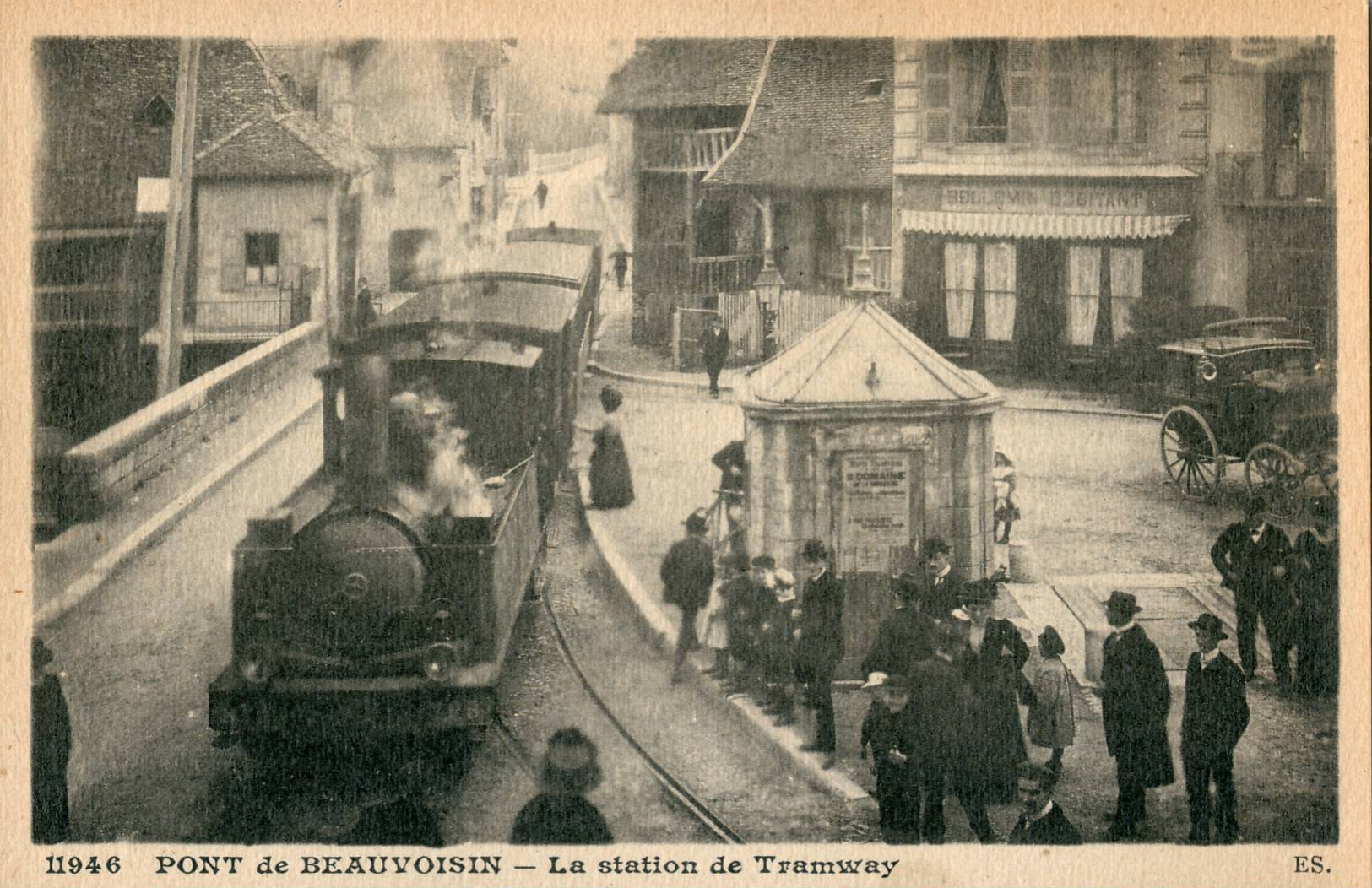
Locomotive 030t à Pont de Beauvoisin

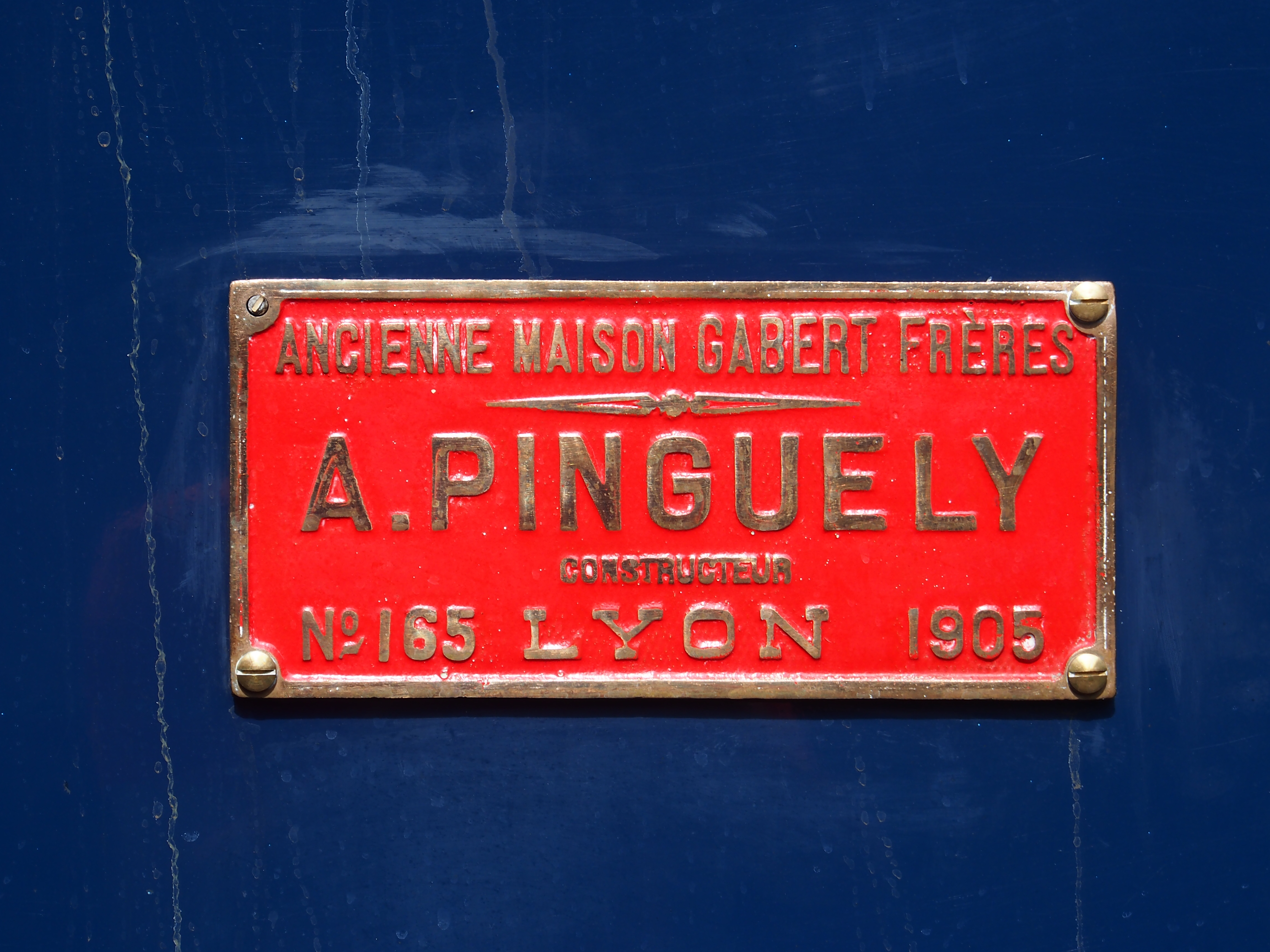
Plaque constructeur de la locomotive No165 préserve dans la Somme

Pinguely ou Pinguély est une ancienne entreprise de construction mécanique, située à Lyon et construisant du  matériel roulant pour les chemins de fer.

## Histoire
L'usine a été créée par Benoit Alexandre Pinguely, né à Lyon le 20 avril 1849. Il reprend, en 1881, les établissements Gabert frères, qui depuis 1855 sont spécialisés dans la construction de dragues à godets. 
- Entre 1881 et 1932 Pinguely fabrique 361 locomotives.La firme abandonne ensuite la construction des locomotives.
- Dans les années 1980, elle produit entre autres, en 1981, le Moyen de forage rapide de destruction pour l'armée française.
- En 1984 la firme devient Pinguely Haulotte,  rachetée  par la holding Solem, et fusionnant avec le  fabricant de matériel de manutention Haulotte.
- En 1989 Solem achète la majorité des actifs de Pinguely

## Production de locomotives à vapeur
La construction de locomotives débute en 1889 pour cesser dans les années 1930, elle est d'environ 350 locomotives à vapeur. Les locomotives sont destinées aux réseaux de chemins de fer secondaires, tramways à voie métrique. La majorité des locomotives sont de type 030 tender (trois essieux moteurs).
La firme produit également des automotrices à vapeur, constituées d'un compartiment fourgon, d'un compartiment pour les voyageurs et d'une chaudière avec poste de conduite. Ces véhicules sont à bogies. 
Parmi les clients on peut noter:
- Le tramway de Pont-de-Beauvoisin,
- Les Voies ferrées du Dauphiné,
- Les Tramways de l'Ouest du Dauphiné,
- Les chemins de fer de la Drôme,
- Les tramways de la Dordogne,
- Les chemins de fer de Camargue,
- Les tramways de l'Indre,
- Les Chemins de fer départementaux de Rhône et Loire,
- La  Régie départementale des chemins de fer des Bouches-du-Rhône.
- Les CFD de l'Yonne.
- Les Chemins de fer du Sud de l'Aisne

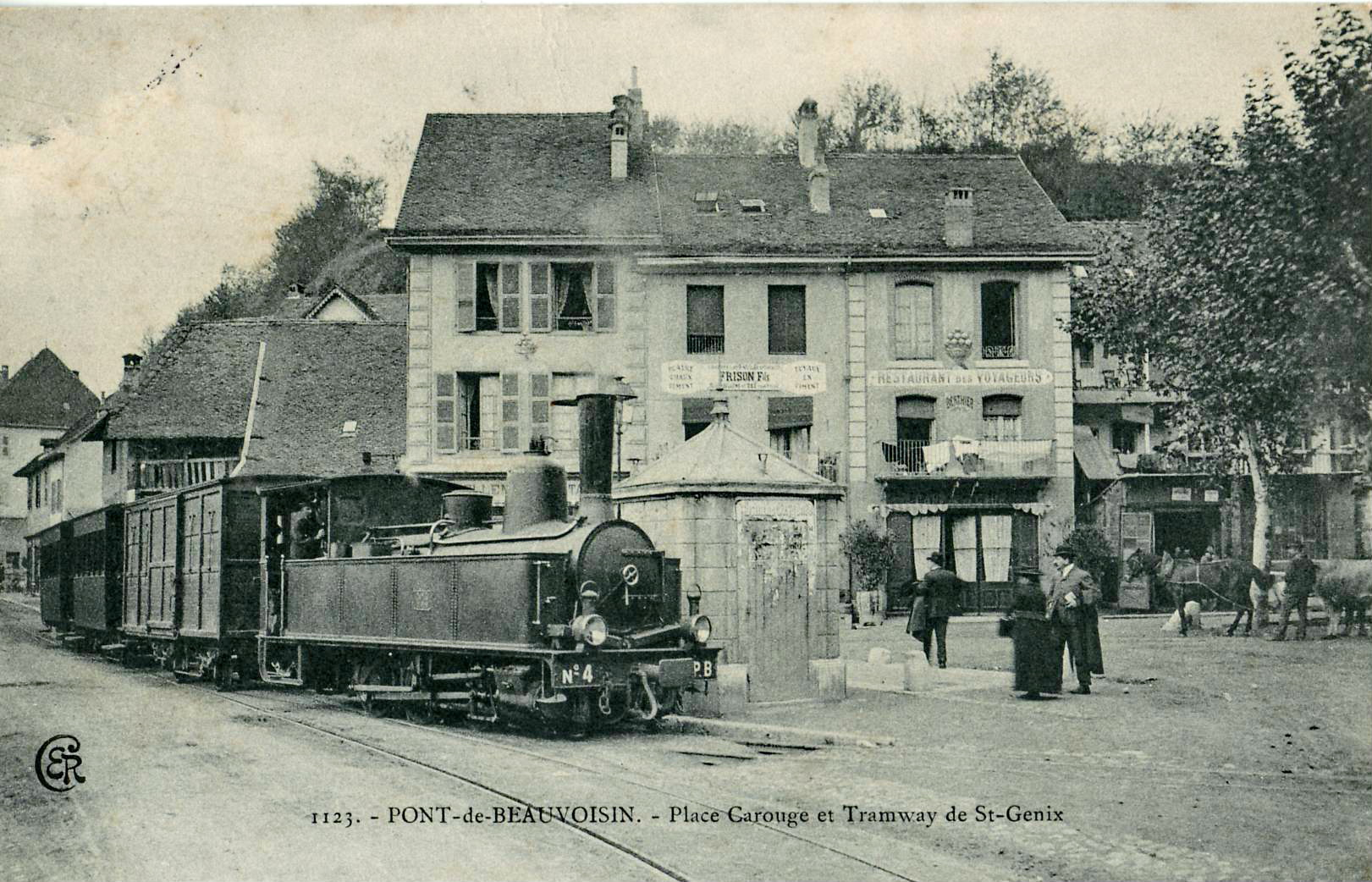
Locomotive n°4 du Tramway de Pont de Beauvoisin
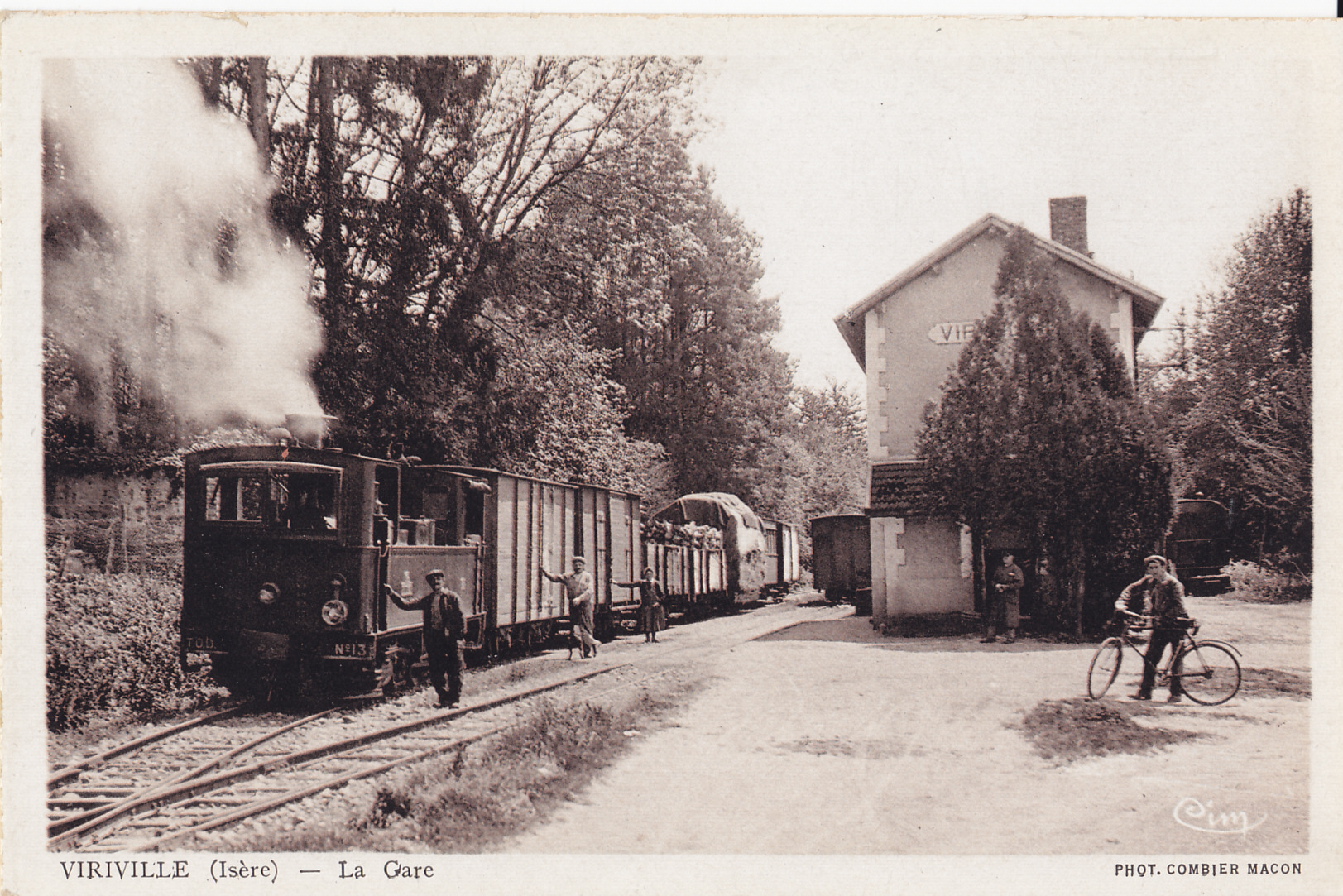
Locomotive n°13 des tramways de l'ouest du dauphiné
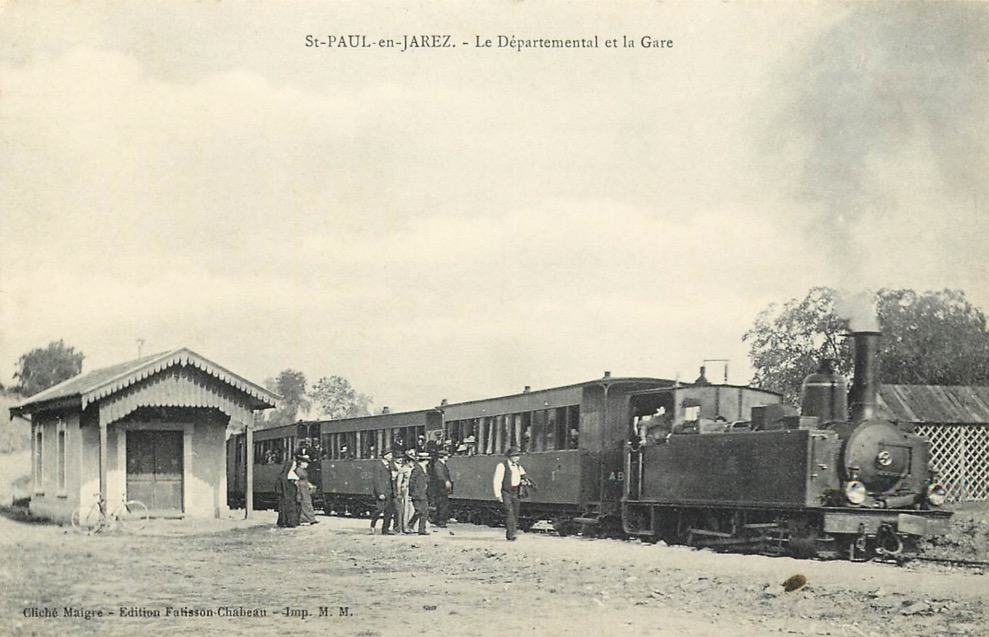
Locomotive 030t des chemins de fer départementaux de la Loire en gare de Saint Paul en Jarez
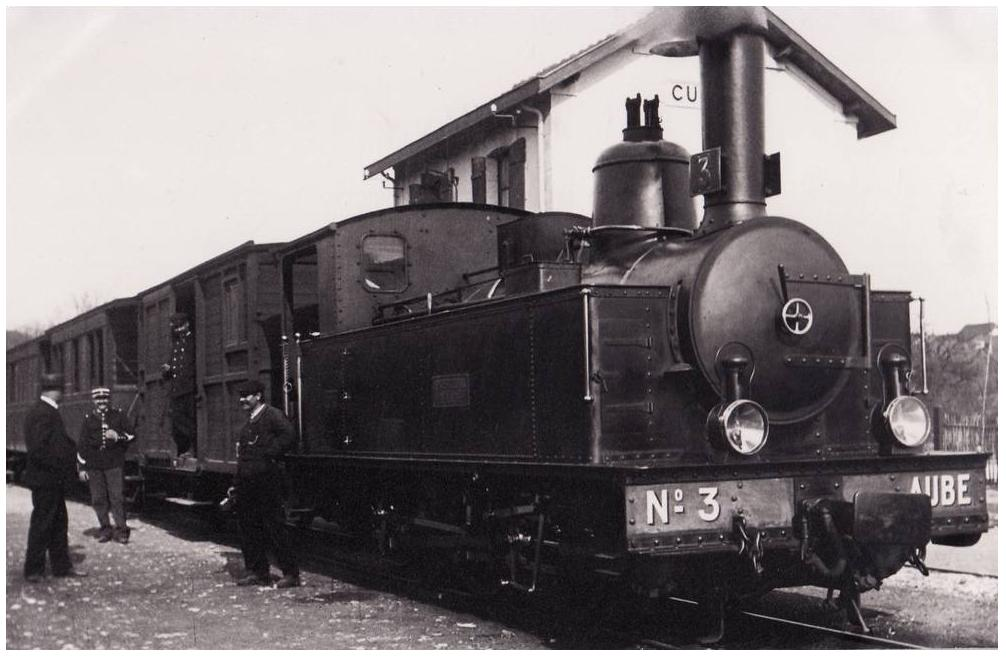
Locomotive n°3 des chemins de fer départementaux de l'Aube.
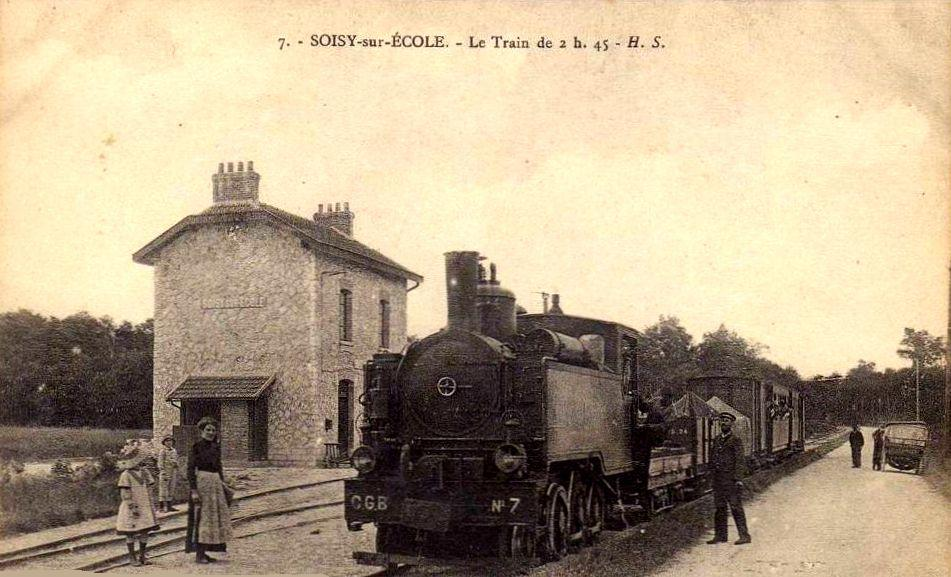
Locomotive des chemins de fer de grande banlieue
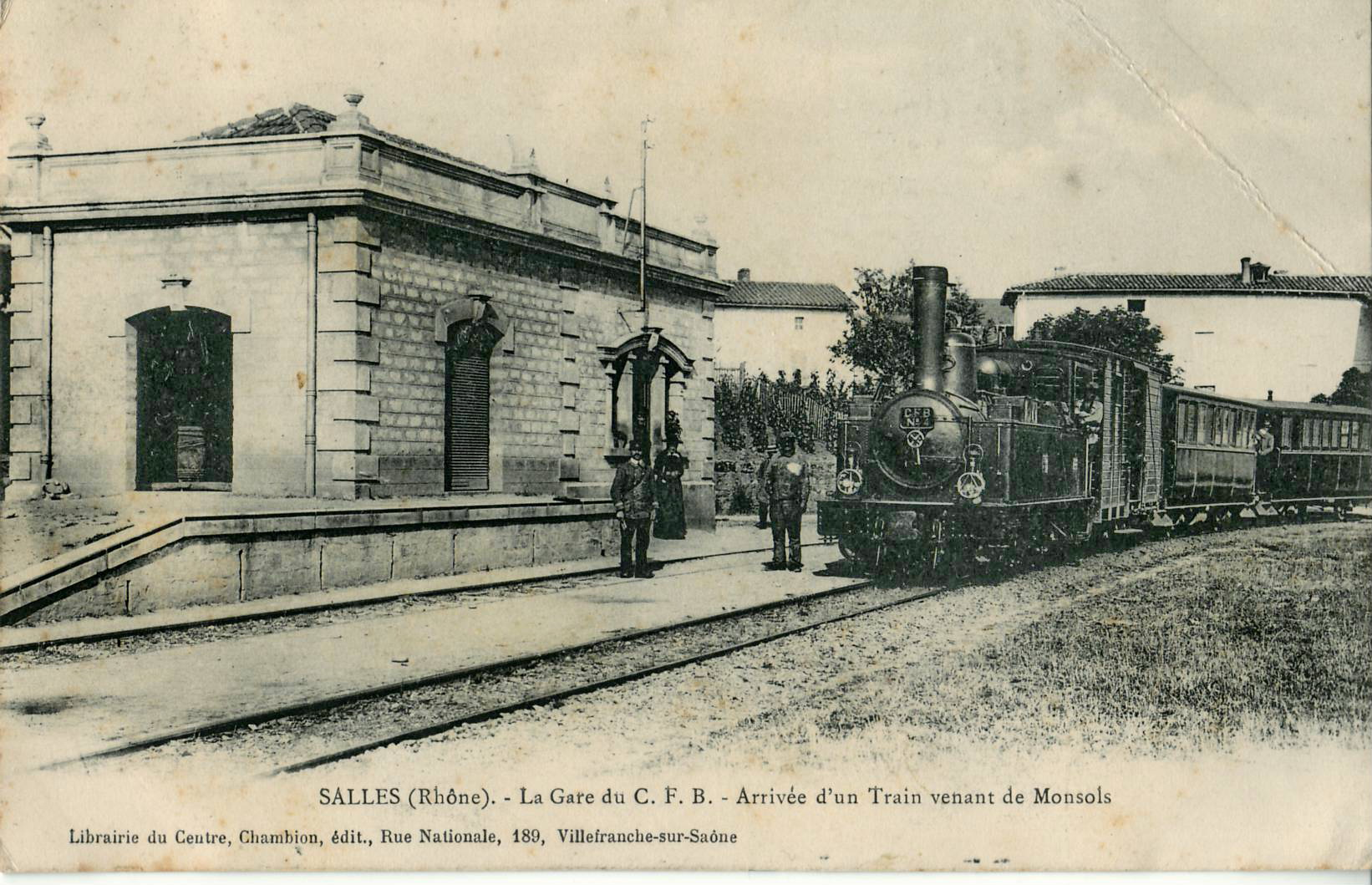
Locomotive des chemins de fer du Beaujolais
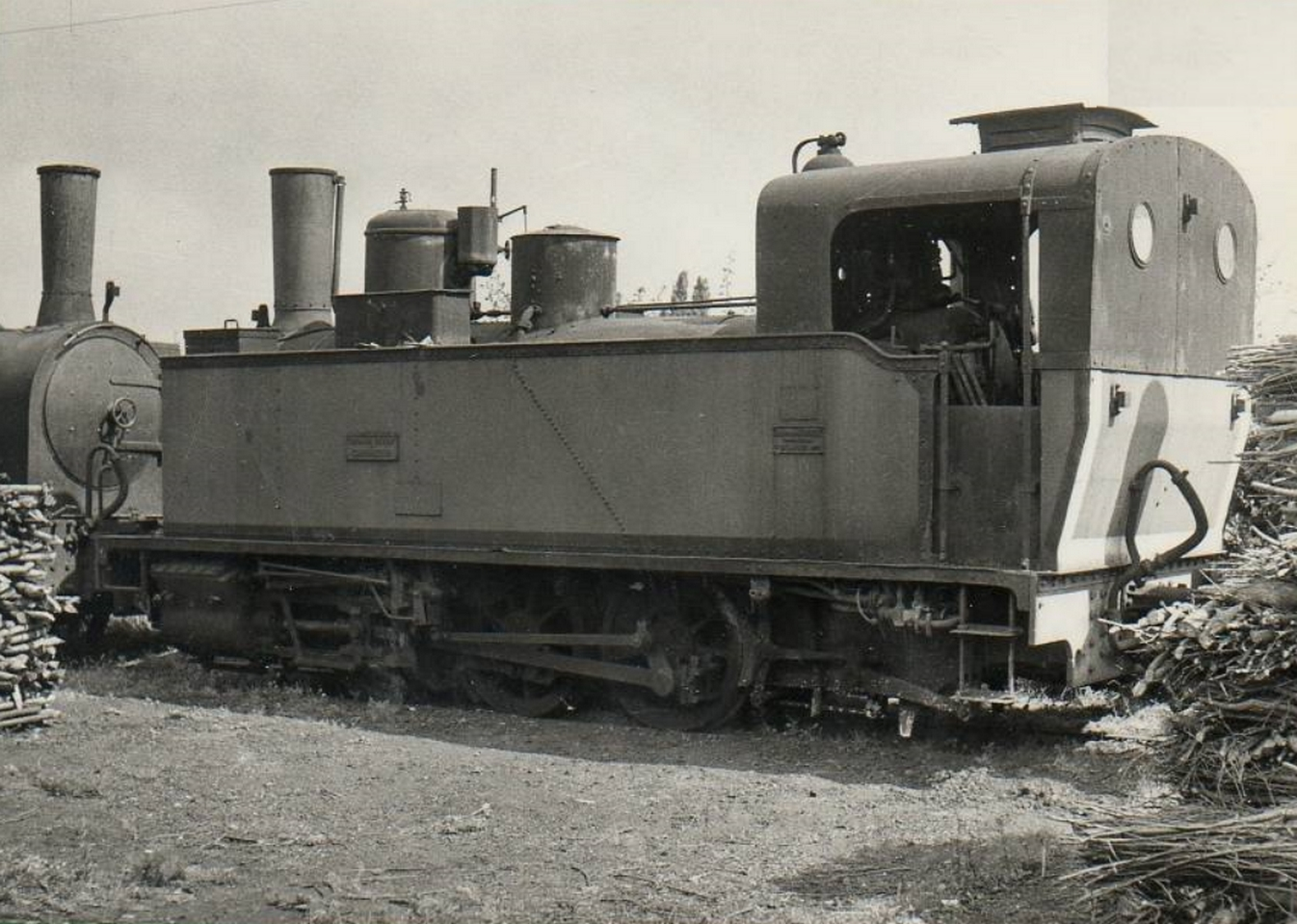
Locomotive des Chemins de fer du Cambrésis
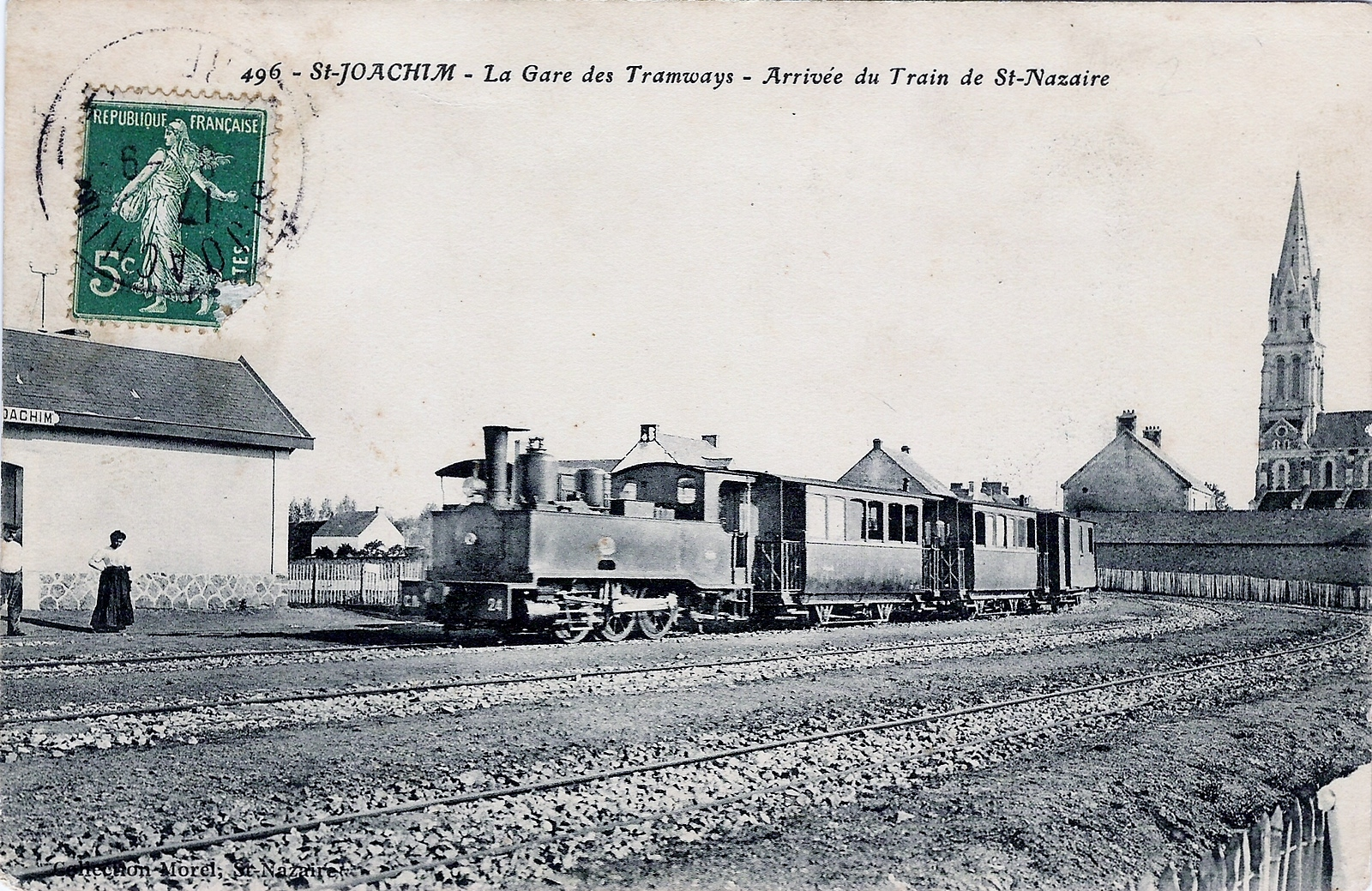
Locomotive no 32des chemins de fer du Morbihan.
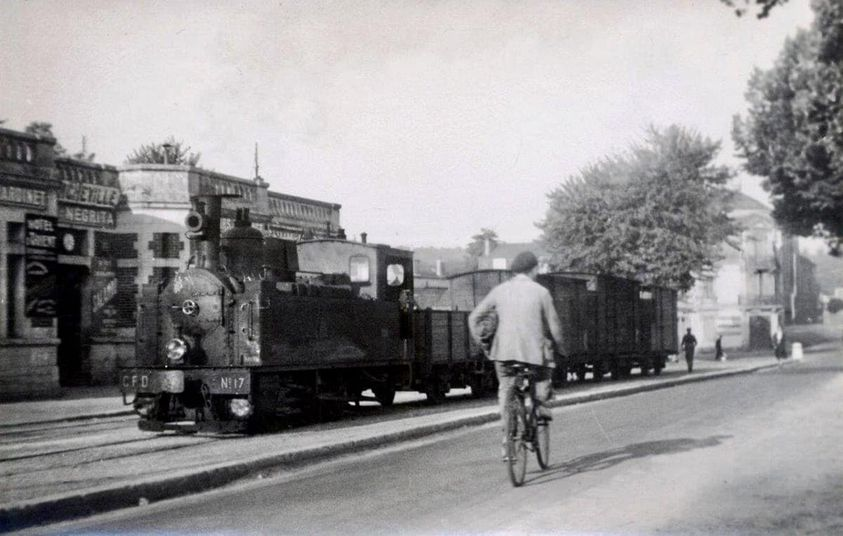
locomotive n°17 des Tramways de la Dordogne en gare de Périgueux.

### Matériel préservé
- Locomotives type 030T pour voie étroite 1000 mm (voie métrique)
  - N° 38 de 1897, Tramways de la Drôme n° 16 - confiée par un particulier à l'Association des Amis du Petit Anjou  Classée MH (2003)[4]
  - N° .. de 1899, Chemin de fer du Beaujolais (CFB) - Association des Amis du Petit Anjou
  - N° 112 de 1901, CFD  81, 1949 transformée en locotracteur, CFDT, CP 52 - Voies Ferrées du Velay
  - N° 143 de 1903, Chemins de fer du Morbihan « 14 » - monument à Korofina (Mali)
  - N° 165 de 1905, Chemins de fer du Morbihan « N° 101 » - confiée par la FACS au chemin de fer de la baie de Somme. En service  Classée MH (1994)[5].
  - N° 167 de 1905, Chemins de fer du Morbihan « N° 103 » - Train du Bas-Berry[6]
  - N° 240 de 1909, Tramways de l’Ouest du Dauphiné « N° 31 » - Chemin de fer du Vivarais  Classée MH (1987)[7]
- Locomotive type 020T pour voie étroite 600 mm
  - N° 368 de 1922, Tuilerie de la Rochefoucaud (Charente) - Musée Maurice Dufresne, Marnay. puis Azay-le-Rideau (Indre & Loire)

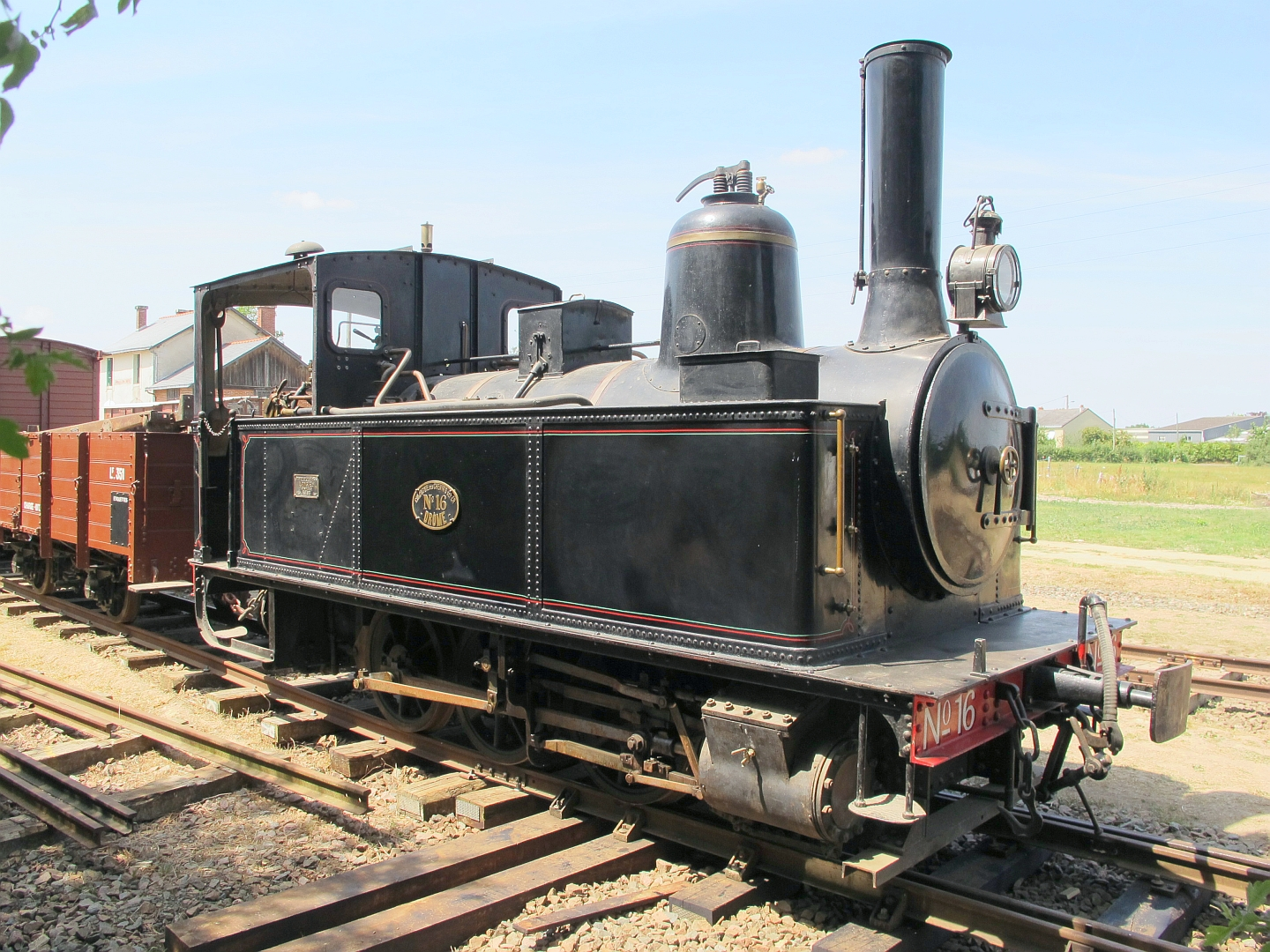
La 030T no 16 des Tramways de la Drôme et préservée par l'Association des amis du Petit Anjou.
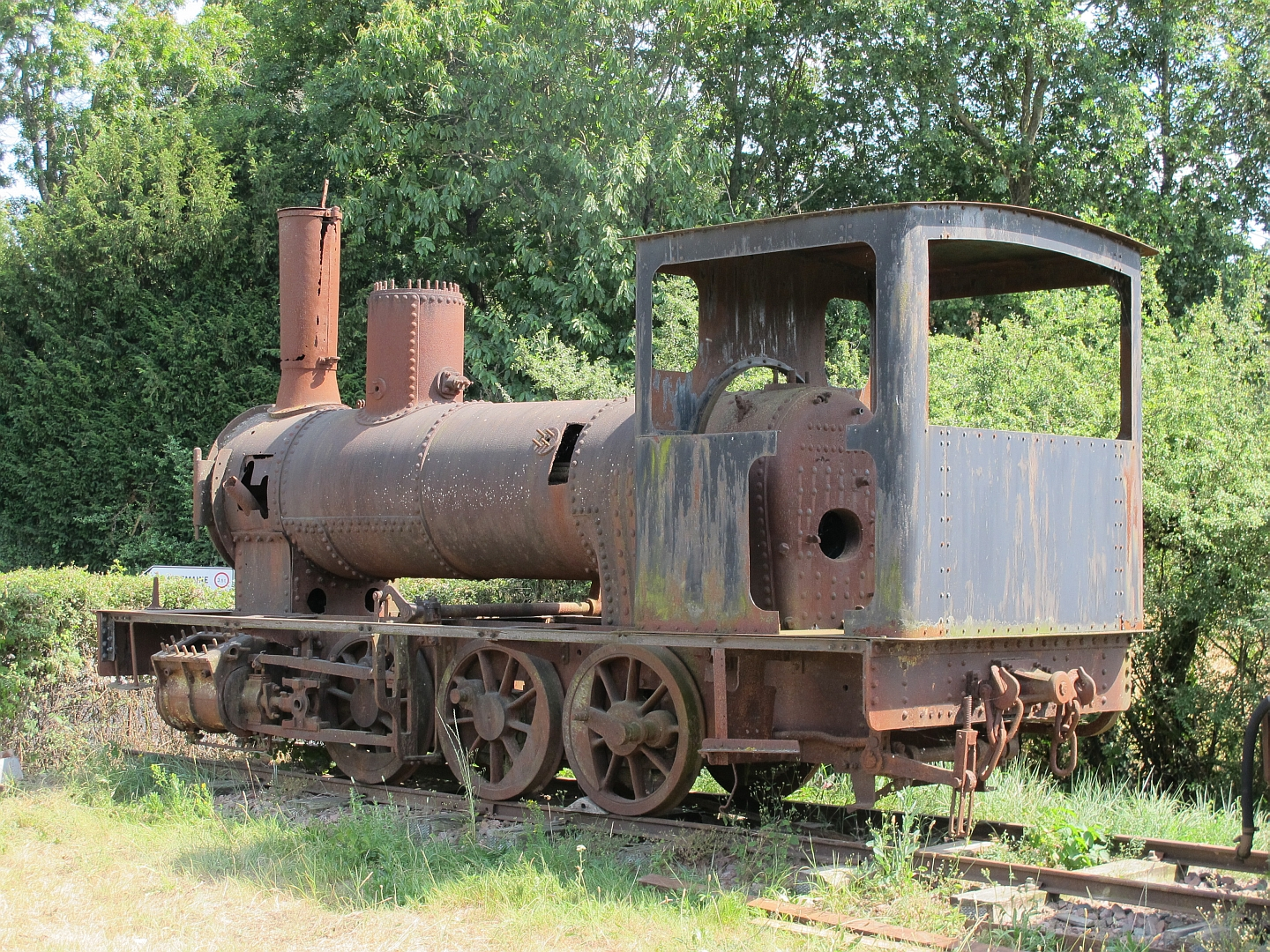
La 030T du Chemin de fer du Beaujolais et préservée par l'Association des amis du Petit Anjou.
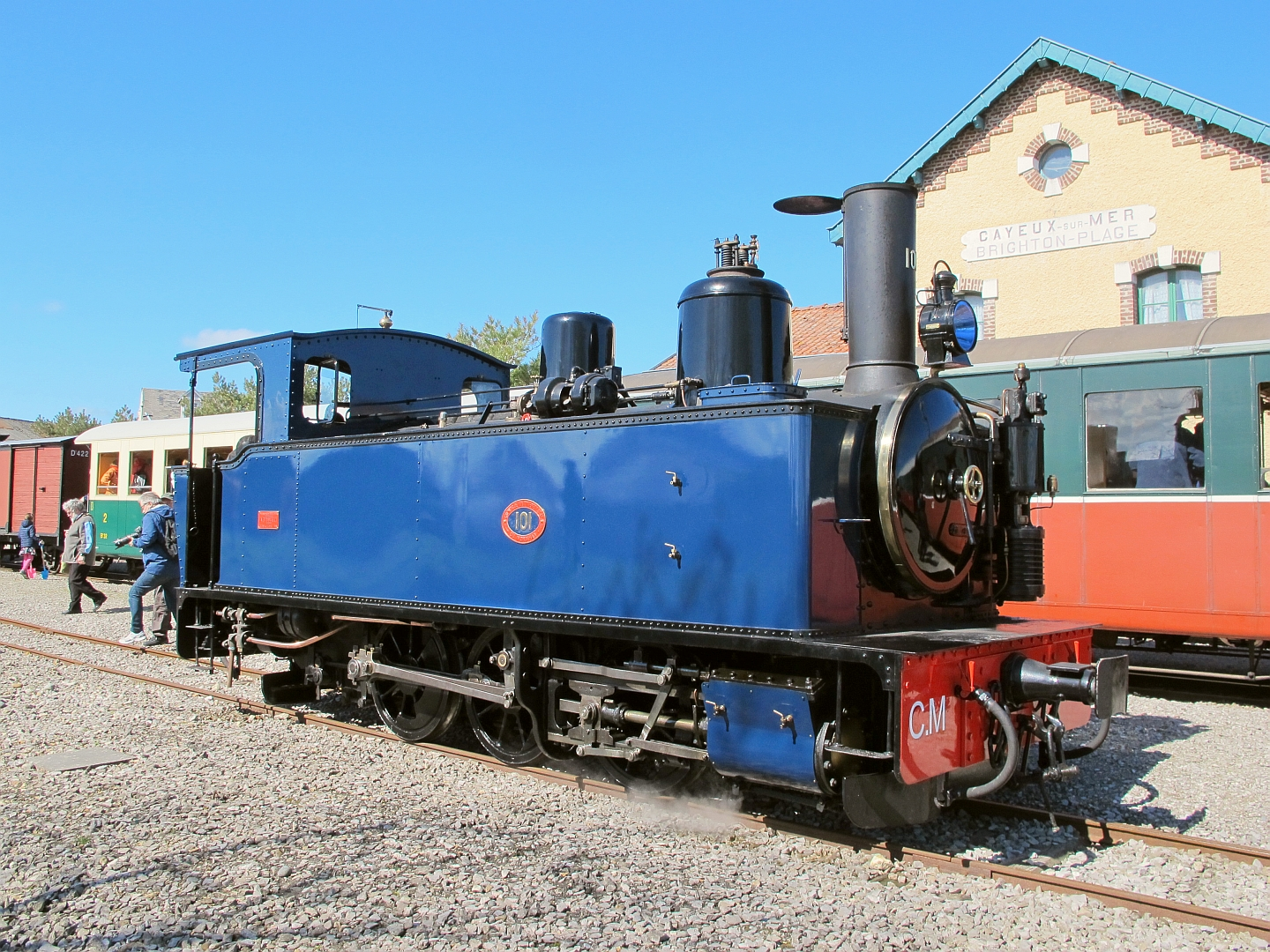
Locomotive no 101 des chemins de fer du Morbihan, en service sur le CFBS.
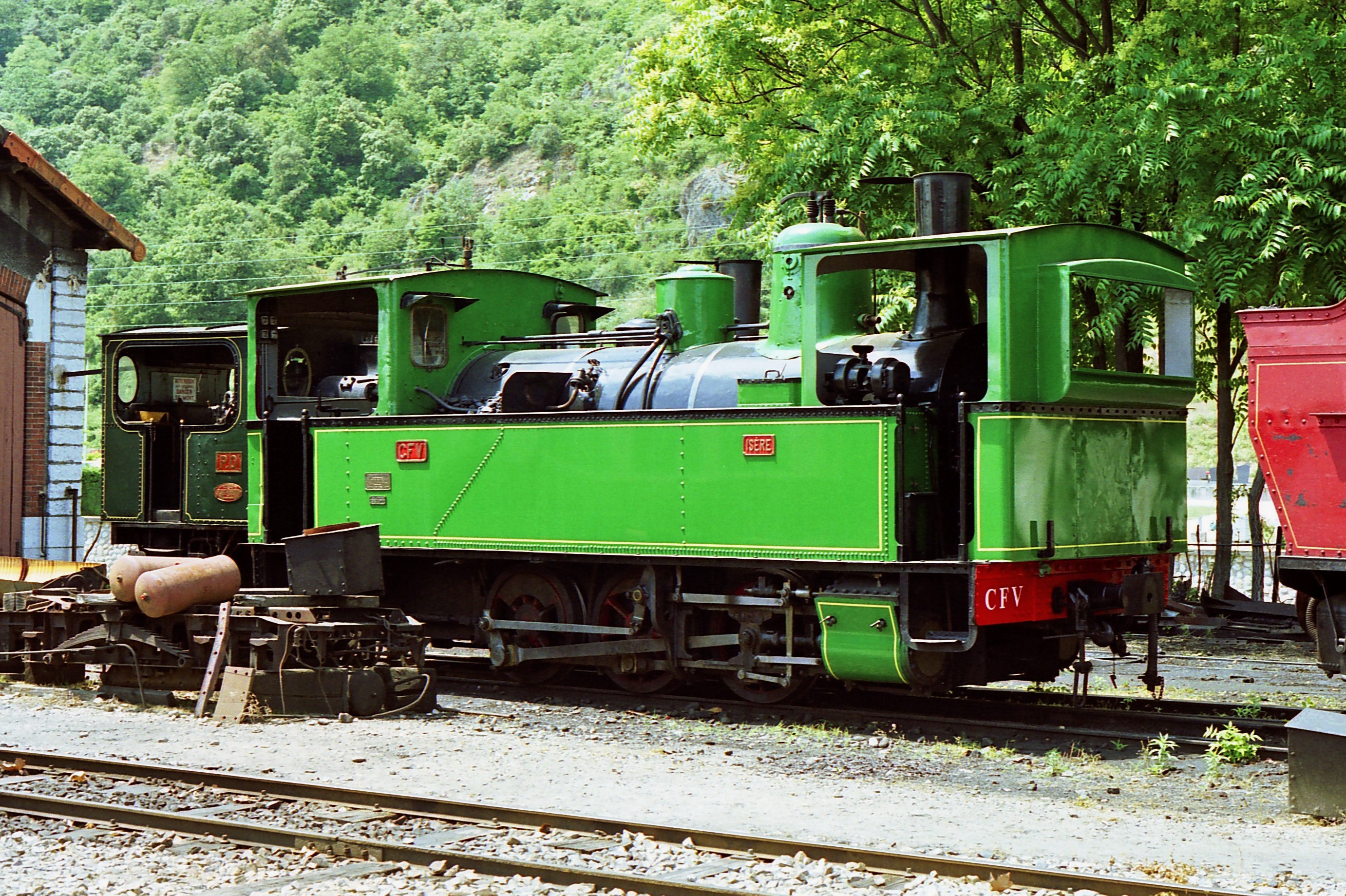
Locomotive bicabine no 31 des Tramways de l’Ouest du Dauphiné, sur le Chemin de fer du Vivarais.
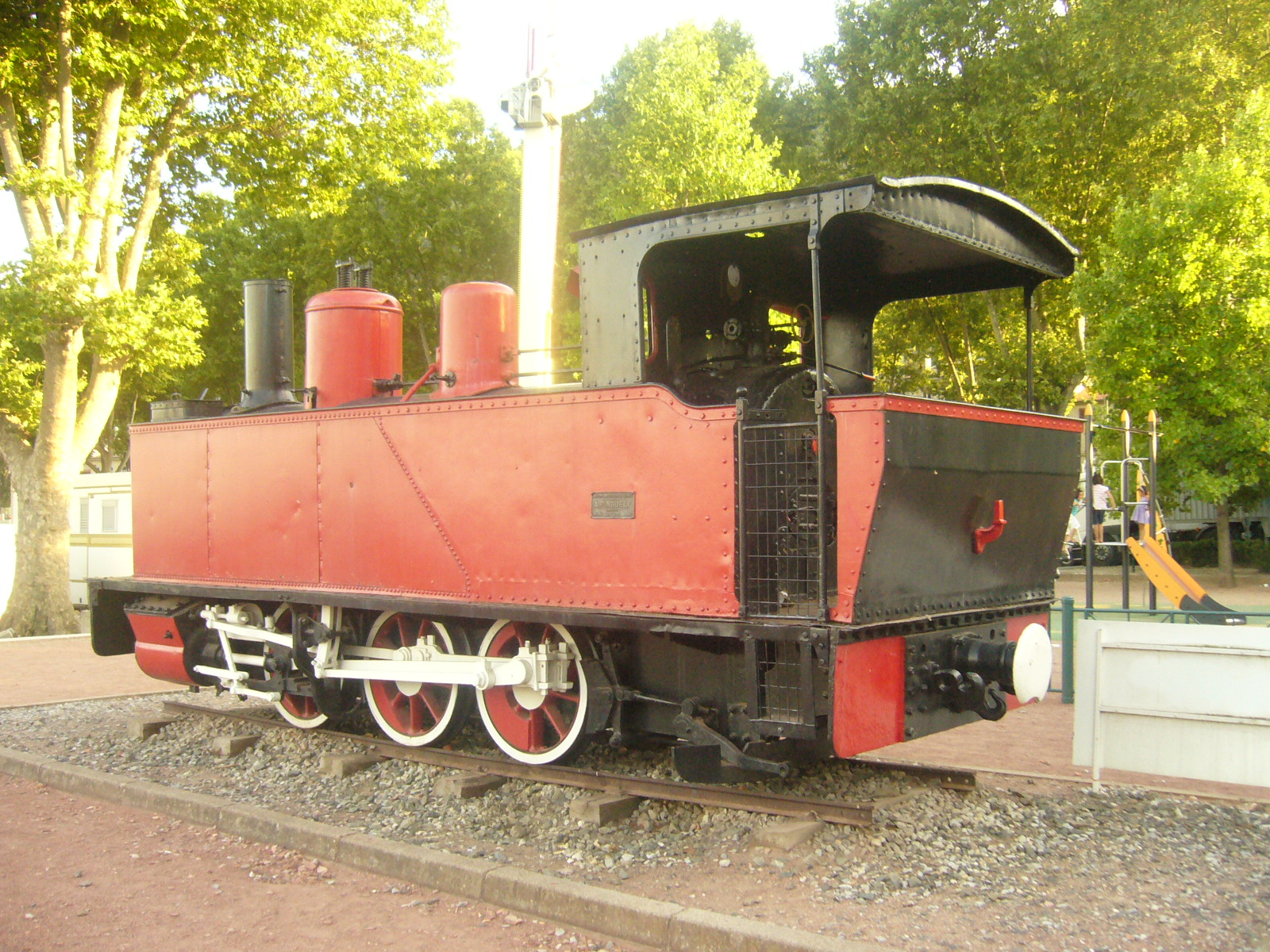
Locomotive no 103 des chemins de fer du Morbihan à Tournon, puis sur le Train du Bas-Berry.
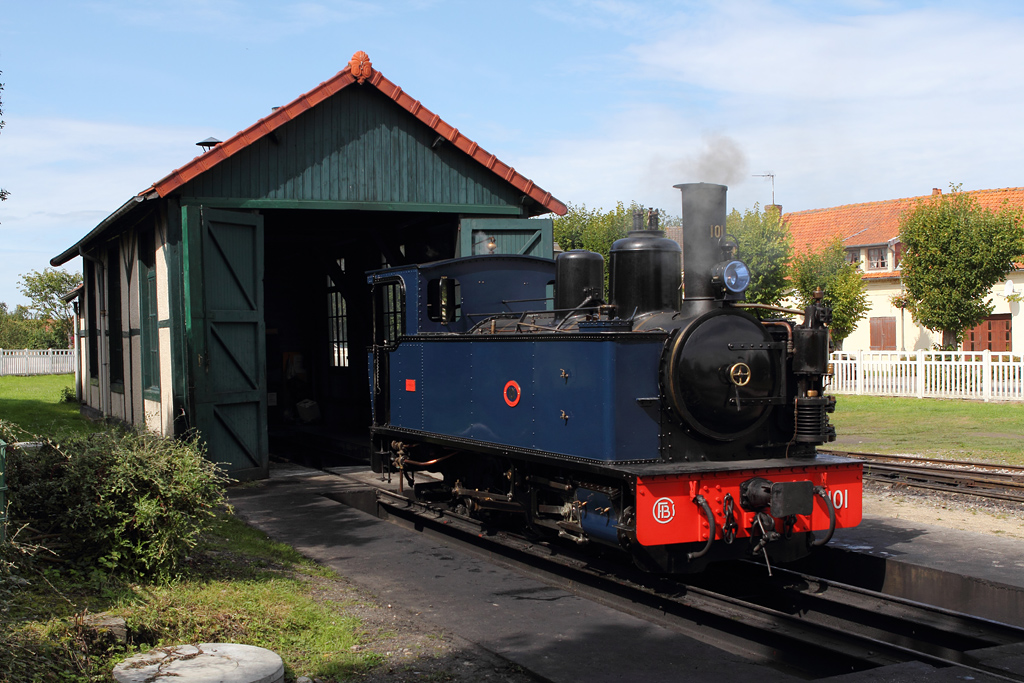
Locomotive Pinguely du CFBS au Crotoy
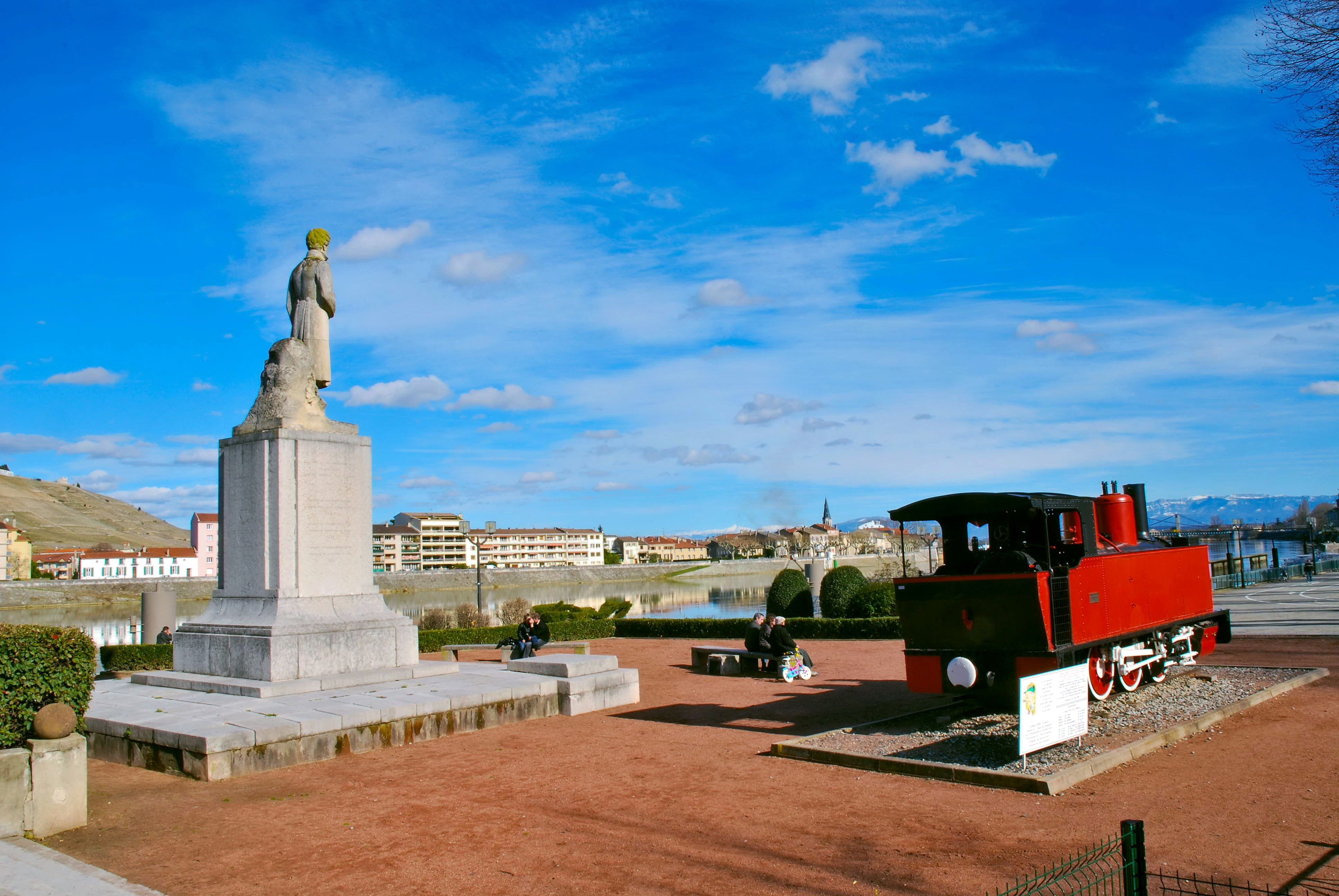
Locomotive 103 exposée à Tournon entre 1991 et 2017